# 早川東三
早川 東三（はやかわ とうぞう、1929年2月3日 - 2017年10月15日）は、日本のドイツ語学者・ドイツ文学者、学習院大学名誉教授。

## 来歴
愛知県生まれ。1952年東京大学文学部独文科卒。1955年、同大学院博士課程中退と同時に学習院大学文学部講師、わずか2年後に助教授、のちに教授。1972年、43歳の若さで文学部長を務めたほか、学習院大学常務理事、学習院大学言語共同研究所長、学習院評議員、学習院大学学長などの要職を歴任。1998年、学習院女子大学学長。1999年、定年、名誉教授。
1983年 - 1985年、日本独文学会理事長。1992年、ドイツ語学文学振興会の理事長として、ドイツ語技能検定試験（独検）を発足させた。1984年（昭和59年）、ドイツ民主共和国グリム賞とライプツィヒ大学名誉哲学博士号を受賞。1993年（平成5年）、ドイツ連邦共和国功労勲章大十字功労賞受賞。
2005年（平成17年）11月、瑞宝中綬章受章。
NHKラジオ・テレビのドイツ語講座の講師を17年間務めた。

## 著書
- 『じゃぱん紳士 夜のエチケット教科課程』光文社 カッパ・ブックス 1961
- 『じゃぱん紳士周遊記』光風社 1961
- 『ブロークン・ドイッチュ ドイツ語知らずのドイツ旅行』白水社 1962
- 『変ンな外人 じゃぱん紳士の交際術』光風社 1963
- 『ドイツ語作文の入門』朝日出版社 ドイツ語演習講座 1967
- 『NHKドイツ語入門』日本放送出版協会 1968
- 『ドイツ語の決まり文句』実業之日本社 実日新書 1975
- 『ドイツ その魅力と背景』日本放送出版協会 1978
- 『ドイツ語なんかこわくない ドイツ語入門15講』学習院院長室 学習院教養新書 1992
- 『ドイツ文法の入口』朝日出版社 1996
- 『話し始めるドイツ文法』朝日出版社 1994

### 共編著
- 『受動と時称』浜崎長寿共著 白水社 ドイツ語学文庫 1961
- 『デイリーコンサイス独和辞典』編 三省堂 1982
- 『ドイツハンドブック』堀越孝一,日高英二,上田浩二,岡村三郎共編 三省堂 1984
- 『日独口語辞典』ペーター・カピッツア共著 朝日出版社 1985
- 『中級ドイツ文法 内容から表現へ』Ulrich Engel共著 幸田薫訳 第三書房 1986
- 『ドレーガー失踪事件 やさしい文法読本』Michael Munzer共著 第三書房 1989
- 『統一ドイツ文法』保阪良子,柏寿子共著 朝日出版社 1991
- 『日本人学生のためのテーメン』中山豊共著 朝日出版社 1994
- 『新コンサイス独和辞典』編 三省堂 1998
- 『デイリーコンサイス独和・和独辞典』編 三省堂 2000
- 『ドイツを知るための60章』工藤幹巳共編著 明石書店 エリア・スタディーズ 2001
- 『初級者に優しい独和辞典』伊藤眞,ヴィルフリート・シュルテ共著 朝日出版社 2007

### 翻訳
- M.Z.トーマス『マルコ・ポーロ』白水社 1964
- メノ・ホルスト『死の艦隊』正進社 1972
- フーゴー・シュテーガー, マリーア・カイル『ドイツ語基本単語2000』日本放送出版協会 1974
- ローランド・シェーパース『初級ドイツ語 会話と文法』日本放送出版協会 1976
- Kosaras Istvan『ドイツ基本語活用辞典』幸田薫共訳編 第三書房 1983

### 記念論文集
- 『ドイツ語統語論の諸相 早川東三先生古稀記念論集』同学社 1999

## 論文
- 早川東三 - 国立情報学研究所